# 561 Ingwelde
561 Ingwelde este un asteroid din centura principală, descoperit pe 26 martie 1905, de Max Wolf.